# バサラブ家
バサラブ家またはバサラブ朝（英: House of Basarab、またはBazarab、Bazaraadとも綴る。ルーマニア語: Dinastia Basarabilor）は、ワラキア公国の成立に重要な役割を果たし、ワラキア公を輩出した家系である。モルダヴィア公を輩出したボグダン＝ムシャト家とも血縁がある。ワラキア公国は選挙君主制を採っており、公はバサラブ家の男子成員の中からボヤールにより選ばれた (多くの場合、候補者はその軍事力を背景として選ばれた)。1436年にアレクサンドル1世アルデアの治世が終わると、バサラブ家は有力な分家であるダネシュティ家とドラクレシュティ家が互いに自らの正当性を主張しあって分裂した。後にダネシュティ家の男系子孫が絶え、代わりにクラヨヴェシュティ家がこの争いに加わり、ネアゴエ・バサラブ、マテイ・バサラブ、コンスタンティン・シェルバン、シェルバン・カンタクジノ、コンスタンティン・ブルンコヴェアヌらが公位を争った。 
ワラキア公としてよく知られる人物として、ミルチャ1世、ダン2世、ヴラド2世、ヴラド3世 (ヴラド・ツェペシュ)、ヴラド僧公、ラドゥ4世、アフマツィのラドゥらがいる。

## 起源
家名は、ハンガリー王国からワラキア公国独立を勝ち取ったバサラブ1世にちなむ。 
この名前は、クマン語またはペチェネグ語などのチュルク語族の言語に由来し、「父なる支配者」という意味であったとする説がある。Basar は「統治する」という動詞の現在分詞であり、キプチャク語群には時代によらず現れる語であるためである。ルーマニア人で歴史家のニコラ・イオルガは、名前の後半部である -aba (「父」) は名誉称号であり、テルテロバ (Terteroba)、アスラナパ (Arslanapa)、ウルソバ (Ursoba) などの多くのクマン人の名前に表れる、と主張している。 
バサラブの父トコメリウスも、13世紀のクマン人およびタタール人の間で一般的だった Toq-tämir という名前を持っていた。ロシアの年代記では、1295年頃クリミアにモンゴル帝国の王子トクトマー (Toktomer) がいた、とされており、トコメリウスはこの人物であると比定されている。 
ただし、名前の起源をクマン語またはペチェネグ語に求めるのは推測に過ぎず、歴史家の間で論争になっている。同時代の人々はバサラブ家はヴラフ人であると考えており、ハンガリー王カーロイ1世は Bazarab infidelis Olacus noster (「バサラブ、 危険極まるヴラフ人」）という言葉を残している。 

## 遺産
バサラブの名は、現在のモルドバ共和国およびウクライナの一部を指すベッサラビアや、ルーマニアのバサラビ、モルドバ共和国のバサラベアスカ、ブルガリアのバサルボヴォなどといった地名に残っている。 
また、イギリス女王エリザベス2世はハンガリーの伯爵令嬢レーデイ・クラウディアを通じてスタンカ・オブ・バサラブ (1518？-1601) の子孫である (レーデイ・クラウディアの孫ヴィクトリア・メアリーは、エリザベス2世の祖父ジョージ5世の妃)。エリザベス2世は、串刺公として知られるヴラド3世 (ヴラド・ツェペシュ) の15代の孫にあたる。